# Gazella borbonica
Gazella borbonica (газель бурбонська) є вимерлою газелью, яка існувала в Європі в епоху плейстоцену. Вид був описаний Шарлем Депере в 1884 році.
Він мав досить довгі, помірно розбіжні та злегка загнуті роги та був приблизно такого ж розміру, як сучасна газель доркас, з висотою в плечах приблизно 60 см.
Викопні останки були знайдені у Франції, Нідерландах і південно-східній Англії. Таксономічні синоніми включають Gazella anglica Newton, 1884 і Gazella daviesii Hinton, 1906.